# Руска царска кинематографија
Руска царска кинематографија (рус. Кинемато́граф Росси́йской импе́рии, до револуције - синематографъ) бурно се развијала раздобљу од 1907. до 1920. те је створила темеље за снимање и дистрибуцију филмова у Русији. Од више 2700 умјетничких филмова, снимљених у Русији до 1920, сачувало се до данас (у правилу само дјеломично), у руским и иностраним филмским архивима, око 300 филмова.
Већ у априлу 1896., четири мјесеца након првих паришких пројекција, у Русији се појављују први кинематографски уређаји; нпр. 6. 4. 1896. почасни грађанин Санкт Петербурга В. И. Ребриков предаје молбу у Министарство Царског двора за допуштење да сними прослава крунисања. За тај догађај је био договорен долазак сниматељ из компаније браће Лимијер га, чија је молба регистрирана 4. 5. 1896. Тај се дан одржала прва у Русији пројекција кинематографа Лимијера у позоришту петербуршког врта Аквариум - публици је било показано неколико филмова у паузи између другог и трећег чина водвиља Ал'фред-Паша в Париже. Шестог маја 1896. одржале су се прве московске пројекције у позоришту Солодовникова.
У Москви је кинематограф браће Лимијер први пут службено показан на приступачним пројекцијама у току пет дана, од 26. до 31. 5. 1896, у казалишту љетног врта Ермитаж-a након завршетка пројекција.

## Статистика производње умјетничких филмова
- 1908. - 8 филмова
- 1909. - 23 филма
- 1910. - 30 филмова
- 1911. - 76 филмова
- 1912. - 102 филма
- 1913. - 129 филмова (18 компанија)
- 1914. - 232 филма (31 компанија)
- 1915. - 370 филмова (47 компанија)
- 1916. - 499 филмова (52 компаније)

## Рекорди по метражи
(Само сачувани филмови.)
- 1908. - "Русскаја свад'ба XВИ столетија" (245 м)
- 1909. - "Пјотр Великиј" (590 м)
- 1910. - "Марфа-Посадница" (545 м)
- 1911. - "Оборона Севастопоља" (2000 м)
- 1912. - "1812 год" (1300 м)
- 1913. - "Обрyв" (2300 м)
- 1914. - "Анна Каренина" (2700 м)
- 1915. - "Сашка-семинарист" (5535 м)
- 1916. - "Јастребиноје гнездо" (3100 м)
- 1917. - "Сатана ликујушчиј" (3683 м)
- 1918. - "Молчи, груст'… молчи…" (3150 м)[6]
- 1919. - "Људи гибнут за металл" (1800 м)